# 1424
Cette page concerne l'année 1424  du calendrier julien.
L'année 1424 est une année bissextile qui commence un samedi.

## Événements
- 17 janvier : formation de l'Union de Bingen, alliance entre les électeurs du Saint-Empire romain germanique dirigée contre la politique du roi Sigismond de Luxembourg[1].
- 2 mai : départ de la cinquième campagne personnelle de Yongle en Mongolie[2]. Il meurt en campagne le 12 août.
- 7 septembre[3] : début du règne de Hongxi, empereur de Chine (fin en 1425).
- Les fils de Sa'ad ad-Din, sultan d’Ifat, qui se sont réfugiés au Yémen après la défaite de 1415, attaquent de nouveau l’Éthiopie. L’un d’eux s’empare de la capitale Jédaya (1424) et envoie en déportation un grand nombre d’Éthiopiens[4].
- À cette époque, le roi d'Éthiopie Yéshaq entame des pourparlers avec les souverains chrétiens d’Europe pour tenter de constituer une coalition contre tous les pays musulmans. Son ambassadeur est arrêté à Alexandrie. Dans ses bagages, les Égyptiens découvrent des habits de croisés destinés à l’armée du négus. Il est pendu au Caire[5].

- En Birmanie, fin de la « Guerre de Quarante ans » entre le royaume d'Ava et le royaume d'Hanthawaddy (1385–1424) ; une paix relative s'établit entre eux pendant presque un siècle
- Le khan des Ossètes Arouktaï fait tuer son protégé Oldjeitémur et prend le titre de Grand khan des Mongols[6].

### Europe
- 20 janvier : traité de paix entre l'empire byzantin et les Ottomans[7]. L'empereur byzantin Manuel II Paléologue doit se reconnaître vassal du sultan. Il s’engage à payer un tribut de 300 000 aspres et lui cède presque toutes ses positions sur la mer Noire.
- Janvier : Éric de Poméranie rentre d'un pèlerinage en Terre Sainte[8].
- 11 avril : Jeanne II de Naples et Louis III d'Anjou reprennent Naples aux partisans du roi Alphonse V d'Aragon[9].
- 21 mai : couronnement de Jacques Ier à Scone. Le roi d'Écosse, libéré le 28 mars par les Anglais après la signature d'un traité de paix, rétablit l’ordre en Écosse et châtie les chefs de la noblesse[10].
- 2 juin : bataille de l'Aquila. Braccio da Montone, condottiere à la solde de Jeanne II de Naples, qui fait le siège de L'Aquila, est vaincu par le connétable Jacques Caldora, et meurt le 5 juin des suites de ses blessures[11].
- 10 juin : mort d'Ernest de Fer[12]. Frédéric V de Habsbourg devient duc de Carinthie et de Styrie (fin en 1493).
- 29 juillet : à la suite de la mort de Braccio da Montone, Pérouse ouvre ses portes au pape Martin V[13], qui restaure son pouvoir sur Pérouse, Trévise, Nocera et Montefalco avec l’appui de Philippe Marie Visconti de Milan.
- 17 août :
  - Défaite de Charles VII de France à la bataille de Verneuil[14].
  - Le concile de Sienne (initialement concile de Pavie) prend fin après avoir rendu des décrets contre les Hussites et sur l’union des Églises grecques et romaines[15].
- 28 septembre : Les Anglais mettent le siège devant le Mont-Saint-Michel (fin le 24 juin 1425)[16].
- 11 octobre, Bohême : mort de la peste de Jan Žižka, porte-parole des taborites, opposé aux utraquistes[17]. Le prêtre Prokop Holy lui succède à la tête de l’armée hussite en 1426 et obtient des succès devant les croisés.

- Évrard III de La Marck achète la seigneurie de Sedan[18]. Il construit un château autour duquel se développe la ville, qui est fortifié en 1454 par son successeur Jean[19].

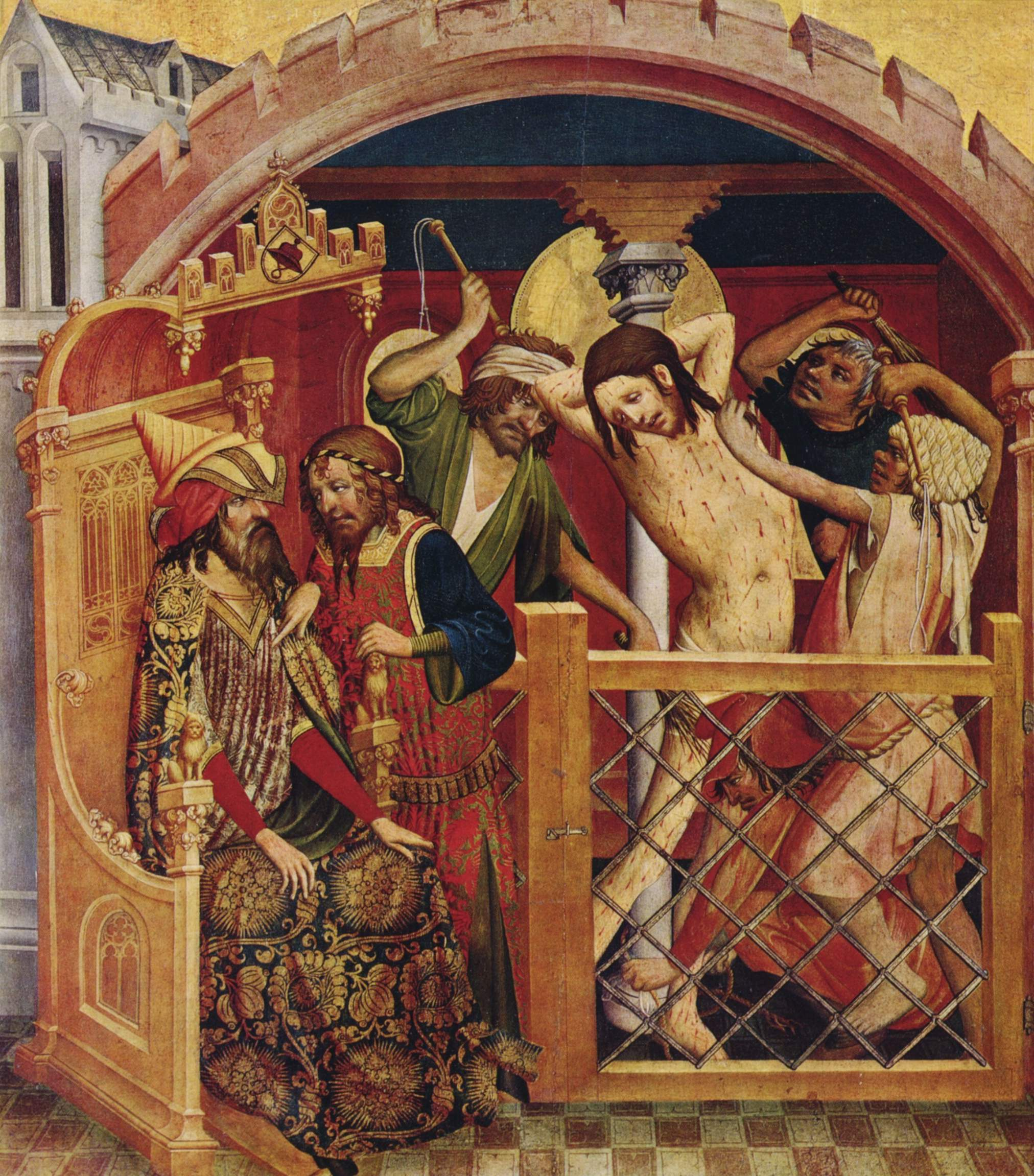
Détail du Retable de saint Thomas Beckett, de Meister Francke, 1424